# Bora Kostić
Borivoje «Bora» Kostić (en serbio cirílico: Бopивoje „Бора“ Kocтић; Obrenovac, Reino de Yugoslavia, 14 de junio de 1930-Belgrado, Serbia, 10 de enero de 2011) fue un futbolista serbio que jugaba como delantero.

## Selección nacional
Fue internacional con la selección de fútbol de Yugoslavia en 33 ocasiones y convirtió 26 goles. Fue subcampeón de la Eurocopa y campeón de los Juegos Olímpicos en 1960.

### Participaciones en Juegos Olímpicos
| Olimpiada                     | Sede   | Resultado | Partidos | Goles |
| ----------------------------- | ------ | --------- | -------- | ----- |
| Juegos Olímpicos de Roma 1960 | Italia | Campeón   | 5        | 6     |

### Participaciones en Eurocopas
| Copa          | Sede    | Resultado  | Partidos | Goles |
| ------------- | ------- | ---------- | -------- | ----- |
| Eurocopa 1960 | Francia | Subcampeón | 2        | 1     |

## Clubes
| Club                      | País              | Año       |
| ------------------------- | ----------------- | --------- |
| Estrella Roja de Belgrado | RFP de Yugoslavia | 1951-1961 |
| Vicenza Calcio            | Italia            | 1961-1962 |
| Estrella Roja de Belgrado | RFS de Yugoslavia | 1962-1966 |
| St. Louis Stars           | Estados Unidos    | 1967      |

## Palmarés

### Campeonatos nacionales
| Título                     | Club                      | País              | Año  |
| -------------------------- | ------------------------- | ----------------- | ---- |
| Primera Liga de Yugoslavia | Estrella Roja de Belgrado | RFP de Yugoslavia | 1951 |
| Primera Liga de Yugoslavia | Estrella Roja de Belgrado | RFP de Yugoslavia | 1953 |
| Primera Liga de Yugoslavia | Estrella Roja de Belgrado | RFP de Yugoslavia | 1956 |
| Primera Liga de Yugoslavia | Estrella Roja de Belgrado | RFP de Yugoslavia | 1957 |
| Copa de Yugoslavia         | Estrella Roja de Belgrado | RFP de Yugoslavia | 1958 |
| Primera Liga de Yugoslavia | Estrella Roja de Belgrado | RFP de Yugoslavia | 1959 |
| Copa de Yugoslavia         | Estrella Roja de Belgrado | RFP de Yugoslavia | 1959 |
| Primera Liga de Yugoslavia | Estrella Roja de Belgrado | RFP de Yugoslavia | 1960 |
| Primera Liga de Yugoslavia | Estrella Roja de Belgrado | RFS de Yugoslavia | 1964 |
| Copa de Yugoslavia         | Estrella Roja de Belgrado | RFS de Yugoslavia | 1964 |

### Copas internacionales
| Título           | Selección  | Sede          | Año  |
| ---------------- | ---------- | ------------- | ---- |
| Juegos Olímpicos | Yugoslavia | Roma (Italia) | 1960 |

### Distinciones individuales
| Distinción                                       | Año  |
| ------------------------------------------------ | ---- |
| Premio camisa amarilla de Sportske novosti       | 1959 |
| Máximo goleador de la Primera Liga de Yugoslavia | 1959 |
| Máximo goleador de la Primera Liga de Yugoslavia | 1960 |
| Máximo goleador de la Copa de Ferias             | 1960 |
| Parte del Equipo del Torneo de la Eurocopa       | 1960 |